# セクシー・スター
セクシー・スター（Sexy Star）ことドゥルセ・マリア・ガルシア・リバス（Dulce Maria Garcia Rivas、1982年9月20日 - ）は、メキシコ・ヌエボ・レオン州モンテレイ出身の女子プロレスラー、プロボクサー、総合格闘家。

## 経歴
プロレス入り前はボクシングやムエタイなどで活躍。
2006年8月29日、FILLにおいてリングネーム「ドゥルセ・ポリー」でプロデビュー。FILLではHumberto Garza Jr.とのタッグでミックスタッグ王座、さらに12月にはFILL女子王座獲得。
2007年からはAAAに参戦。覆面レスラー「セクシー・スター」を名乗り、2009年にはレイナ・デ・レイナス王座を獲得するなど活躍を見せる。
2010年、「SEXY STAR JAPAN TOUR2010」と銘打ち、初来日が決定。11月27日のスーパーFMWを皮切りに、30日まで各団体に参戦する。
2012年11月27日にAAAとプロレスリングWAVEが合同で開催する「レイナ・デ・レイナス2012」出場のため2年ぶり来日。優勝を果たす。
また、メキシコで知り合ったプロボクサー、亀田和毅の試合でエスコートすることも発表された。
2016年にプロボクサーデビューし、現在まで5戦全勝を挙げている。
同年にはマスクを外し、ドゥルセ・ガルシアとしてSHIMMERに参戦した。
2017年に総合格闘家デビュー。

## 獲得タイトル
- FILLミックスタッグ王座
- FILL女子王座
- AAAレイナ・デ・レイナス王座

## 得意技
- スインギング・フィッシャーマンバスター